# Polnische Feldhandball-Meisterschaft der Frauen
Die Polnische Feldhandball-Meisterschaft war die Feldhandball-Meisterschaft von Polen.

## Meister
| Saison | Meister               | Vizemeister |
| ------ | --------------------- | ----------- |
| 1953   | AZS Warszawa          |             |
| 1954   | Górnik Świętochłowice |             |
| 1955   | Górnik Świętochłowice |             |
| 1956   | KS Cracovia           |             |
| 1957   | Stal Chorzów          | KS Cracovia |
| 1958   | AKS Chorzów           | KS Cracovia |
| 1959   | KS Cracovia           |             |
| 1960   | –                     |             |
| 1961   | KS Cracovia           |             |
| 1962   | KS Cracovia           |             |
| 1963   | Odra Opole            |             |